# Hoplitis taurimordax
Hoplitis taurimordax är en biart som först beskrevs av Peters 1983.  Hoplitis taurimordax ingår i släktet gnagbin, och familjen buksamlarbin. Inga underarter finns listade i Catalogue of Life.